# Chet Jastremski
Chester Andrew Jastremski, comunemente detto Chet (Toledo, 12 gennaio 1942 – Bloomington, 3 maggio 2014) è stato un nuotatore statunitense.

## Carriera
Si rese protagonista alle Olimpiadi di Tokyo 1964 dove, gareggiando nei 200m rana, disciplina preferita, si posizionò sul terzo gradino del podio con il tempo di 2'29"6.
Morì nel 2014 in seguito ad una lunga malattia.

## Palmarès
- Giochi olimpici estivi

Tokyo 1964: bronzo nei 200m rana.
- Giochi panamericani

San Paolo 1973: oro nei 200m rana.